# Armored Core: For Answer
Armored Core: For Answer es un videojuego para la PlayStation 3 y Xbox 360. Este es la 13 ª entrega de la serie Armored Core de From Software. Armored Core: For Answer es la secuela de Armored Core 4, y se lleva a cabo más de una década más tarde.

## Jugabilidad
La adaptación del AC se ha cambiado desde el anterior título de Armored Core, con una nueva interfaz y muchas nuevas piezas que no se encuentran en Armored Core 4, así como nuevas funciones como la Armadura de Asalto, que nos permite detonar toda nuestra reserva de Partículas Kojima y efectuar un ataque omnidireccional de corto alcance y el Mega-Ultrapropulsor, un potente propulsor desechable que nos permitirá recorrer las grandes distancias que nos separan de nuestros objetivos en apenas unos minutos. El modo en línea vuelve con un nuevo modo de cooperación, junto con los combates de equipos o todos contra todos de hasta 8 jugadores.

## Trama
El planeta está en un estado de decadencia. La contaminación, en especial las peligrosas Partículas Kojima, ha asolido cotas altísimas y ha hecho de la superficie un lugar inhóspito. En un acto desesperado, las corporaciones restantes (Que forman la facción conocida como Liga de Corporaciones) de la Pax Económica construyeron gigantescas naves aéreas que servirían como hogar a la mayoría de la población, estando así a salvo de la contaminada superficie. Sin embargo, algunos han de convivir en tierra. Estos pocos forman la ORCA, un grupo rebelde con un considerable arsenal para combatir las corporaciones. El jugador toma el control de un "NEXT" (Una forma avanzada de Armored Core) convirtiéndose así en Lynx (Los pilotos que manejan NEXTs). Con esta tecnología, el jugador se ve implicado en el conflicto entre las corporaciones y ORCA, y ha de decidir por qué causa luchará. Además, cada facción posee estremecedoras Estaciones de Batalla, máquinas de guerra enorme contra las que el jugador habrá de luchar.

### Argumento Previo
Han pasado más de diez años desde la Guerra del Desmantelamiento Nacional (Un suceso previo a Armored Core 4). La Liga de las corporaciones ha sometido al mundo. Para eludir la mortal polución de la superficie del planeta, la Liga ha construido unas plataformas flotantes, las Cunas. Sólo ahí, a más de 7.000 metros de altura, el aire permanece inalterable y sano. De este modo, el aire se ha convertido en el hogar de la humanidad, y la tierra, el campo de batalla donde los ejércitos de las facciones luchan por el control de los recursos que alimentan a las Cunas.
Los Lynx (llamados así por los enlaces, "links", que unen el control de los NEXT's a su cerebro) se convirtieron entonces en un factor decisivo. Temiendo el poder de éstos, la Liga de Corporaciones formó Kalad, una organización que agrupa a estos temibles mercenarios y los mantiene en la superficie.

## Facciones

### La Liga de las Corporaciones
Un grupo de corporaciones que han formado una poderosa alianza que ahora domina el mundo. Teóricamente, la Liga fue creada para preservar la paz, pero en realidad no es más que una portavoz de la voluntad e intereses de las corporaciones. Además, debido al poder político recién adquirido por Omer, una de las corporaciones, la Liga ha acabado por hablar en nombre suyo. La Liga también es artífice de las "Cunas", el sistema que protege a la población de la contaminada superficie manteniéndola en la tropósfera. Pero sin embargo esta solución a corto plazo no es ni mucho menos viable; las instalaciones que abastencen las Cunas, "Eretreias", contribuyen a seguir contaminando la superficie.

### Kalad
Facción creada por la Liga de Corporaciones cuya premisa es tener bajo control a los Lynx. Esta organización hace de intermediaria entre La Liga y los mercenarios, firmando los contratos entre ambos y asegurándose de que ningún Lynx contraria los intereses de las corporaciones.

### Line Ark
Una innovadora facción rebelde que se ha hecho con un gran arsenal. Line Ark se opone a la Liga y sus métodos, y lucha por grandes ideales como la libertad y la democracia. Sin embargo, su política de aceptar a cualquiera les ha arrastrado al mismo estado que las demás facciones, dejando a un lado los ideales por los que un día lucharon. 
Además, Line Ark cuenta con un enigmático piloto sin nombre que ostenta el rumor de haber derrocado una compañía sin más apoyo que el de su vanguardista y legendario NEXT, White Glint. 

### ORCA
Un misterioso grupo que opera desde la superficie. Su líder, un piloto llamado Maximillian Thermidor, ha amenazado públicamente a la Liga de Corporaciones con acabar de una vez con el exilio de la humanidad al aire. Poco más se sabe de sus intenciones, pero la concentración de varios Lynx de élite ha obligado a La Liga de Corporación a actuar.

## Personajes
- El Protagonista: Es el Lynx que controlamos en Armored Core: For Answer. Durante todo el juego sólo controlaremos a este piloto, que en ningún momento habla. En un principio, el protagonista lleva a cabo una misión para la Liga de Corporaciones, pero después ha de elegir con qué facciones continuará su aventura. Aunque las traducciones Inglesa y Española no lo aclaran, en la versión original japonesa de Armored Core: For Answer se determina al protagonista como hombre.

- Lynx Desconocido: El Lynx piloto del legendario White Glint, ocupa la posición 9 en el rango de Kalad, aunque su poder es equiparable al Lynx de más alto nivel. Indicios sugieren que se trata del protagonista de Armored Core 4. Existe también una controversia acerca del sexo de este Lynx; mientras que en el juego se le nombra tanto como mujer y como hombre (estas contradicciones se achacan a un error de la traducción) no hay más indicios que determinen su sexo. Una acusación de Ozdalva (Lynx de posición 1 en el rango de Kalad) a este piloto favorecen la teoría de que se trata del protagonista de Armored Core 4.

- Serene Haze: La operadora femenina del protagonista, muestra una gran confianza hacia este y demuestra un gran conocimiento sobre el campo de batalla, ya que anteriormente fue una Lynx de alto rango, conocida como Kasumi Sumika, piloto de la anticuada compañía Leonemeccanica. Si el jugador completa cierta misión y se alía con Old King, Serene Haze se unirá a la conspiración contra ellos en la última misión del tercer final, Ocupación de Eretreia Kabalsh (Sólo en Modo Difícil).

- Maximillian Thermidor: El dirigente de la ORCA, piloto de un NEXT rojo y negro de peso medio y piernas de articulación inversa, llamado Unsung. Este piloto posee un peculiar sentido del humor y está dispuesto, junto a los demás integrantes de los Cinco Originales (primeros miembros y creadores de la ORCA), a llevar a cabo el denominado "Plan Cross", que consiste en abrir la frontera hacia el espacio exterior como alternativa al sistema de "Cunas". Comparte estrategia con pilotos de Rayleonard aparecidos en Armored Core 4. Durante el transcurso de la misión "Ataque a Eretreia Cranea" se revela que Maximillian Thermidor es en realidad Ozdalva (Lynx de posición 1 en el rango de Kalad), el cual fingió su propia muerte previamente.

- Old King: Miembro de la ORCA y líder del ya disuelto grupo armado de Lilliana. Old King, aún en el seno de ORCA, mantiene la distancia con los demás miembros. Pilota un NEXT con partes de Algebra equipado para el combate a corta distancia. Su personaje cobra importancia al participar en la misión "Defender/Atacar la Cuna 03". En ambas, muestra su desagrado con el sistema de las "Cunas" y su intención de derribarlas como solución inmediata. Si lo consigue, cien millones de personas fallecen en las "Cunas". Si decidimos luchar por su causa y derribamos las "Cunas", podemos acceder al tercer y último final, en la misión "Ocupación de Eretreia Kabalsh", que no es más que una emboscada urdida por los cinco Lynx restantes para acabar contigo y con Old King. Si sobrevivimos a ésta misión final, el jugador se convierte en el único Lynx en la tierra y se propone derribar todas y cada una de las "Cunas" restantes, masacrando así a aún más gente....

- Lylium Wolcott: Piloto de 2ª posición en el rango de Kalad. Princesa de la compañía BFF (Bernard & Felix Foundation) y discípula de Wong Shao Lung (Experimentado piloto de la mencionada compañía, de 8ª posición en el rango de Kalad), Lylium es la descendiente de la noble familia Wolcott. Su estilo sencillo y delicado la diferencia de la fallecida Mary Shelley, la piloto estrella de BFF durante la Guerra del Desmantelamiento Nacional . El NEXT de Lylium, Ambient, es una matriz de peso medio y con armas de largo-medio alcance, especialmente escogidas para complementar el NEXT de Wong Shao Lung, un cuadrúpedo francotirador de largo alcance.

- Gerald Gendlin: Gerald es un conocido Lynx que trabaja para Rosenthal, sucesor del piloto Leonhardt y heredero de la gran baza de esta compañía; el Noblesse Oblige. Este NEXT de colores celestiales y de peso medio aúna potencia y versatilidad gracias a sus cañones láser dorsales.

- Ozdalva: Con secuelas de la antigua Rayleonard, este Lynx de la compañía Omer preside el Ranking de Kalad. Su NEXT, una matriz ligera con un arsenal muy original y distante a las limitaciones de la línea "LAHIRE" que este utiliza, compite con White Glint, a quien Ozdalva ha puesto el ojo desde hace algún tiempo. En la versión original del juego se llama Otsdarva.

- Wynne D Fanchion: Piloto estrella de Interior Union, conocida como "El azote de GA". Su NEXT Reiterpallasch, ligero pero de gran potencia de fuego, utiliza la última tecnología láser de Interior para conseguir efectos devastadores. Ostenta el récord de no haber fallado una misión jamás.

- Roadie: Uno de los más experimentados pilotos, que sigue a bordo de su anticuado NEXT Feedback, que utiliza brazos bazoka de gran potencia de impacto. Compensa su baja compatibilidad AMS con una increíble experiencia que hace de este Lynx uno de los mejores pilotos de GA (Global Armaments). Ocupando la 4ª posición en el rango de Kalad, es uno de los pilotos más respetados.

- CUBE: Un autómata piloto de prueba de la compañía Aspina a bordo del Fragile, un ligerísimo diseño basado en la línea "X-SOBRERO". Aunque no es utilizado como unidad de ataque principal, CUBE suele acompañar al N.º 1 del rango de Kalad, Ozdalva. Se dice que una gran cantidad de Lynx han caído ante su pilotaje inhumano.

- Shamir Lavie-Lavie: Apodada "La Viuda Negra de Algebra", esta Lynx de alto rango pilota a Red Rum (Asesinato o "Murder", si lo leemos al revés). Su estilo de combate, el corto alcance, resulta muy efectivo en campos de batalla adversos o con problemas de visibilidad, donde caza a sus víctimas como lo haría una araña.

- Maelzel: Un estratega nato y parte de los Cinco Originales de la ORCA. Maelzel es también la mano derecha de Thermidor. Pilota un NEXT negro de gran peso con componentes de GA. Él y Vao, su joven aprendiz, van a la Gran Caja, un antiguo centro de operaciones de GA (conocida como Big Box en la versión original), en una misión suicida para defender los ideales de ORCA, en la que ambos mueren.

- Neónidas: Uno de los Lynx miembros de la ORCA con más reputación. Su excelente compatibilidad AMS y sus geniales tácticas de combate, que incluyen el temerario uso de la Armadura de Asalto, han hecho de Neónidas y su NEXT Gachirin, un modelo de la línea "ARGYROS" de Torus, unos adversarios a temer.

## Estaciones de Batalla
Máquinas de guerra de enormes dimensiones creadas por las diferentes facciones para sustituir al uso de los NEXTs en operaciones militares a gran escala. Superan en potencia de fuego y tamaño a cualquier NEXT.
- Spirit of Motherwill: Una de las Estaciones de Batalla de mayor tamaño, esta fortaleza andante diseñada por BFF aúna centenares de misiles y cañones de precisión, así como una flota de Normals (NEXT de antigua generación) que la defiende.

- Cabracán: Creada por Algebra, esta Estación de Batalla de diseño sencillo está equipada con martillos y perforadores en su frontal. La mitad superior del Cabracán posee decenas de droides que se activan si ésta corre peligro.

- Land Crab: Esta Estación de Batalla es usada tanto por GA como por Interior Union, con pequeñas diferencias en el modelo de cada compañía. Es sencillo acabar con ellas desde la retaguardia, donde su coraza es menos sólida.
- Eclipse: Esta Estación de Batalla aérea de Omer cuenta con un cañón láser de gran potencia capaz de rotar 360° para alcanzar a su objetivo.
- Answerer: Una Estación de Batalla flotante armada con la última tecnología en Partículas Kojima. Tras su diseño imponente, se esconde la habilidad de utilizar una mortal y mejorada Armadura de Asalto. Para derribarla, hemos de privarla de sus extensiones en forma de alas o bien usar la fuerza bruta en su núcleo.

- Órbita Sol Dios: Un modelo de Land Crab modificado para cargar con cañones Kojima, independientes de la unidad principal, que harán un daño considerable si consiguen alcanzar al enemigo.

- Great Wall: La Estación de Batalla más importante del panorama, con forma de tren y de varios kilómetros de longitud y armada con cañones gatling descomunales y baterías de misiles de gran tamaño. Acabar con ella desde el exterior es todo un reto, por lo que si queremos derribarla habremos de destruir los componentes del motor desde su interior.

- Jet: Estación de Batalla de la ORCA, equipado con sables láser de gran potencia y con una admirable defensa, a excepción de una pequeña ranura de ventilación en la parte superior, su talón de Aquiles.

- Strigo:una estación de batalla de Interior, es una modelo parecido a una barco gigante con una cuchilla láser al frente que puede corta edificios con facilidad y equipado con unas baterías de misiles AS de gran poder y cantidad de disparo.

- Giga Base: Otra Estación de Batalla hecha principalmente para medios acuáticos. Incapaz de realizar ataques de corta distancia, pero equipado con cañones de larguísimo alcance y misiles. Para aproximarse a Giga Base es recomendable usar el MUP (Abreviación de Mega-ultrapropulsor). Además cuenta con el apoyo de una flota entera de buques a su disposición. También existe una versión terrestre de esta Estación de Batalla, aunque no luchamos contra ella.